# Tryptophan-P-2
Tryptophan-P-2 ist eine chemische Verbindung aus der Gruppe der heterocyclischen aromatischen Amine mit einer Pyridoindol-Grundstruktur.

## Vorkommen
Tryptophan-P-2 wird als Pyrolyseprodukt von Aminosäuren in gebratenem Fisch nach dem Mechanismen der Maillard-Reaktion gebildet. In gekochtem Essen konnte es nicht nachgewiesen werden.

## Gewinnung und Darstellung
Es sind mehrere Synthesen von Tryptophan-P-2 bekannt. Eine davon beinhaltet als Schlüsselschritt eine säurekatalysierte Cyclisierung von 2-Acetamido-3-(2-indolyl)-Alkansäuren zu 1,2-Dihydro-y-carbolinen, gefolgt von einer Dehydrierung. Bei einem zweiten Ansatz erfolgt eine Cyclisierung eines 1-Axahexa-1,3,5-trien-Systems unter Beteiligung der Indol-[b]-Bindung von 2-Vinylindolen.
Ebenfalls bekannt ist die Darstellung des Acetats durch Kondensation von 2-Cyanomethylindol mit Acetonitril in Gegenwart von Aluminiumchlorid.

## Sicherheitshinweise
Tryptophan-P-2 steht im Verdacht, eine krebserzeugende Wirkung beim Menschen zu haben. Nach oraler Verabreichung wurde bei weiblichen Mäusen und weiblichen Ratten eine erhöhte Inzidenz von Lebertumoren beobachtet. Nach Stoffwechselaktivierung ist die Verbindung mutagen für Salmonella typhimurium und induziert in vitro Chromosomenanomalien in Säugetierzellen, einschließlich menschlicher Zellen. Es wirkt dabei stärker mutagen als Tryptophan-P-1.

## Regulierung
Über den Safe Drinking Water and Toxic Enforcement Act of 1986 besteht in Kalifornien seit dem 1. April 1988 eine Kennzeichnungspflicht für Produkte, die Tryptophan-P-2 enthalten.

## Externe Links zu erwähnten Verbindungen
1. ↑  Externe Identifikatoren von bzw. Datenbank-Links zu 3-Amino-1-methyl-5H-pyrido[4,3-b]indolacetat:  CAS-Nr.: 72254-58-1, PubChem: 5284475, Wikidata: Q81983753.
2. ↑  Externe Identifikatoren von bzw. Datenbank-Links zu 2-Cyanomethylindol:  CAS-Nr.: 7210-27-7, ChemSpider: 148432, Wikidata: Q134313976.